# Тор (Марвел Комикс)
Вижте пояснителната страница за други значения на Тор.
Тор (на английски: Thor) е измислен персонаж, супергерой на Марвел Комикс, базиран на едноименния бог на гръмотевиците от скандинавската митология. Първата му появява е в „Journey into Mystery“ #83 през август 1962 година, чийто заглавие по-късно е сменено на „Тор“. Негови създатели са редакторът Стан Лий, сценаристът Лари Лийбър и художникът Джак Кърби.
Персонажът се появява в много продукти на Марвел Комикс – книги, анимации, филми, видеоигри, карти и други. Първата му поява в телевизията е в Супергерои на Марвел. Озвучава се от Крис Уигинс. В Спайдърмен и невероятните му приятели се озвучава от Вик Перин.
През 2011 година е направен игрален филм по поредицата. В май 2011 година, Тор заема 14-о място в списъка Стоте най-добри персонажи от комикси за всички времена..